# Nationaal Park Bhitarkanika
Het Nationaal Park Bhitarkanika is een nationaal park in het district Kendrapara in de deelstaat Odisha gelegen in Oost-India. Het park heeft een oppervlakte van 145 vierkante kilometer.
Het werd als nationaal park erkend op 16 september 1998 en kreeg de status van een Ramsar site op 19 augustus 2002. Het natuurpark is omgeven door het Bhitarkanika Wildlife Sanctuary, dat beschermd werd in 1975 en zich uitstrekt over een oppervlakte van 672 km². Gahirmatha Beach en het Marine Sanctuary liggen in het oosten, en deze scheiden de moerasregio en mangroven van de Golf van Bengalen. Door het nationale park en het Wildlife Sanctuary stromen de rivieren Brahmani, Baitarani, Dhamra, Hansina, Bhitarkanika en Pathsala, die daar een delta vormen.
Het nationale park is de thuisbasis van de zoutwaterkrokodil (Crocodylus porosus), de Indiase python, de koningscobra, de zwarte ibis, slangenhalsvogels en vele andere soorten flora en fauna. In het park verblijven ook vele warana-schildpadden die aan het strand hun eieren leggen.